# علاقة خطية للطاقة الحرة

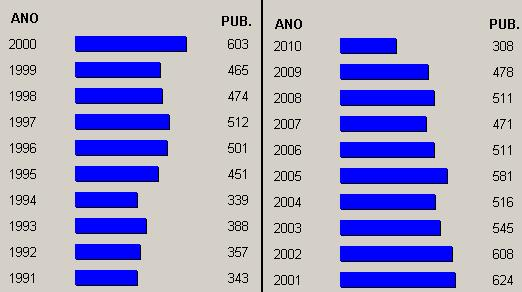

في الكيمياء العضوية، والفيزياء تكون علاقة الطاقة الحرة أو علاقة طاقة جيبس الخطية هي علاقة بين لوغاريتم ثابت معدل التفاعل أو ثابت التوازن لسلسلة من التفاعلات مع لوغاريتم المعدل أو ثابت التوازن للسلسلة المتعلقة بالتفاعلات. تساعد علاقة الطاقة الحرة الخطية على فهم آلية التفاعل في التفاعلات الكيميائية و تسمح بتنبؤ معدل سرعة التفاعل و ثوابت التوازن.
تصف معادلة برونشتد للتحفيز العلاقة بين ثابت التأين لسلسلة من الحفازات وثابت معدل التفاعل للتفاعل الذي يساهم الحفاز في تحفيزه.
تتنبأ معادلة هاميت بثابت التوازن أو بسرعة التفاعل لتفاعل ما من ثابت بديل و ثابت نوع التفاعل. تصف معادلة إدوارد العلاقة بين المقدرة النكلوفيلية (المحب للنَوَى) والقابلية للاستقطاب والقاعدية.

## اقرأ أيضا
- طاقة جيبس الحرة
- طاقة حرة ثرموديناميكية

## وصلات خارجية
- IUPAC Compendium of Chemical Terminology (The Gold Book)